# Countirou
Der Countirou ist ein kleiner Fluss im Südwesten von Frankreich, der im Département Ariège der Region Okzitanien südwestlich der Stadt Carcassonne verläuft.

## Geographie

### Verlauf
Der Countirou entspringt am südlichen Rand des Gemeindehauptortes von Tabre, verläuft generell Richtung Nordnordost und mündet nach insgesamt rund 15 Kilometern im Gemeindegebiet von Mirepoix als linker Nebenfluss in den Hers-Vif.

### Orte am Fluss
(Reihenfolge in Fließrichtung)
- Tabre
- Aigues-Vives
- Rivettes, Gemeinde Troye-d’Ariège
- Saint-Quentin-la-Tour
- La Bastide-de-Bousignac
- Mirepoix